# Fraisnes-en-Saintois
Fraisnes-en-Saintois är en kommun i departementet Meurthe-et-Moselle i regionen Grand Est (tidigare regionen Lorraine) i nordöstra Frankrike. Kommunen ligger i kantonen Vézelise som tillhör arrondissementet Nancy. År 2022 hade Fraisnes-en-Saintois 84 invånare.

## Befolkningsutveckling
Antalet invånare i kommunen Fraisnes-en-Saintois
| Referens: INSEE |